# Casa del General Riego
La casa del General Riego, ubicada en Tuña, concejo de Tineo (Asturias, España) es una casa de tipo popular, posiblemente construida en el siglo XVIII; está formada por distintos volúmenes añadidos en épocas diferentes, y una panera quizá de principios del siglo XIX.
La fachada sur presenta un corredor cerrado lateralmente por una pequeña torre, todo ello sustentado por pies derechos de madera de forma ochavada con zapatas de madera, y en la fachada este hay otro corredor volado sobre ménsulas de madera.
Los materiales constructivos utilizados son: mampostería mixta revocada y mampostería vista para los muros, sillería de arenisca en vanos y puertas, y madera para balaustradas de los corredores, ménsulas y aleros.
En la fachada conserva un escudo de armas, probablemente del siglo XVI, y una placa de mármol conmemorativa colocada por acuerdo municipal del año 1923, recordando que allí nació don Rafael del Riego Flórez.